# Systropus flavoornatus
Systropus flavoornatus är en tvåvingeart som beskrevs av Roberts 1929. Systropus flavoornatus ingår i släktet Systropus och familjen svävflugor. Inga underarter finns listade i Catalogue of Life.